# Charles Esten
Charles Esten Puskar III, även känd professionellt som Charles Esten och Chip Esten, född 9 september 1965 i Pittsburgh i Pennsylvania (uppvuxen från nio års ålder i Alexandria i Virginia) är en amerikansk skådespelare, musiker och komiker. Han har bland annat spelat rollen som countrysångaren Deacon Claybourne i dramaserien Nashville och Ward Cameron i tonårsdramat Outer Banks.
Esten är sedan 1991 gift med Patty Puskar (född Hanson), med vilken han har tre barn. Familjen flyttade senare till Nashville, efter att Esten hade fått en roll i TV-serien Nashville.

## Filmografi (i urval)

### Filmer
- 1997 – The Postman – budbäraren
- 2000 – Tretton dagar
- 2008 – Swing Vote

### TV-serier
| - 1992 – Whose Line Is It Anyway? (TV-serie) (brittiska versionen) (även 1994) - 1993 – Skål (TV-serie) - 1993 – Star Trek: The Next Generation (TV-serie) - 1994 – Murphy Brown (TV-serie) - 1996 – Star Trek: Voyager (TV-serie) - 1996 – Diagnos mord (TV-serie) - 1996 – Lois & Clark (TV-serie) - 1997 – På heder och samvete (TV-serie) - 1997 – Våra värsta år (TV-serie) - 1999–2005 – Whose Line Is It Anyway? (TV-serie) (amerikanska versionen) (även 2017–2020) - 1999 – Jack & Jill (TV-serie) - 1999 – Providence (TV-serie) - 2000 – Ensamma hemma (TV-serie) - 2000–2001 – The Drew Carey Show (TV-serie) - 2002 – Guardian (TV-serie) - 2003 – All Grown Up! (TV-serie) | - 2003 – Just Shoot Me! (TV-serie) - 2003 – Rocket Power (TV-serie) (berättelseförfattare) - 2004–2005 – Drew Carey's Green Screen Show (TV-serie) - 2004 – På spaning i New York (TV-serie) - 2004 – Cold Case (TV-serie) - 2006 – The Office (TV-serie) - 2007 – Christine (TV-serie) - 2007–2008 – Cityakuten (TV-serie) - 2009–2010 – Big Love (TV-serie) - 2009 – The Mentalist (TV-serie) - 2009 – NCIS: Los Angeles (TV-serie) - 2011 – Wilfred (TV-serie) - 2011 – Jessie (TV-serie) - 2011 – Enlightened (TV-serie) - 2012–2018 – Nashville (TV-serie) - 2013 – Who Wants to Be a Millionaire? (TV-serie) (amerikanska versionen) - 2020–2023 – Outer Banks (TV-serie) - 2020 – Country Music Association Awards (TV-serie) - 2021 – Tell Me Your Secrets (TV-serie) |

## Diskografi

### Singlar
- 2012 – "Undermine" (med Hayden Panettiere)
- 2012 – "No One Will Ever Love You" (med Connie Britton)
- 2013 – "This Town" (med Clare Bowen)
- 2017 – "Sanctuary" (med Lennon & Maisy)
- 2023 – "One Good Move"